# La teranyina de la Carlota (pel·lícula de 1973)
La teranyina de la Carlota (títol original en anglès: Charlotte's Web) és una pel·lícula musical animada estatunidenca de 1973, basada en el llibre homònim escrit per E. B. White i produïda per Hanna-Barbera Productions i Sagittarius Productions.
Les cançons van ser escrites pels germans Sherman, que havien compost amb anterioritat les cançons de Mary Poppins (1964), El llibre de la selva (1967) i Chitty Chitty Bang Bang (1968). L'any 2003 se'n va estrenar la seqüela, Charlotte's Web 2: Wilbur's Great Adventure, seguida d'una versió cinematogràfica amb actors basada en la història original d'E. B. White, que va ser estrenada el 2006.

## Argument
Han nascut tot de porquets a la granja dels Arable, però un és tan petit que en John, el granger, decideix matar-lo. Però quan la seva filla Fern sap el que li volen fer el salva, ja que li diu a son pare que és absurd matar-lo perquè és més petit que els altres. Llavors l'adopta i el bateja amb el nom de Wilbur. Al cap de sis setmanes, però, en John Arable li diu a la Fern que ara que ja ha crescut és hora de vendre'l i el porquet va a parar a la granja de l'oncle de la nena, en Homer Zuckerman.
Allà, en Wilbur s'assabenta que l'han de matar i s'espanta molt, fins que sent la veu de la Carlota, una aranya, que li canta una cançó per animar-lo i promet que l'ajudarà. Es fan amics i l'aranya salva en Wilbur escrivint missatges espectaculars a la seva teranyina (d'aquí el títol de la pel·lícula) que lloen el porquet i fan que esdevingui una atracció local. Però al cap d'un temps l'aranya Carlota mor, tot i que abans havia post ous i encarrega a en Wilbur que tingui cura dels seus fills quan neixin. Dels 514 fills de l'aranya, 511 faran el seu camí però tres, en Joy, l'Aranea i la Nellie, es quedaran amb en Wilbur i l'ajudaran a conservar per sempre el record de la Carlota.

## Repartiment
| Personatge      | Veu en anglès                |
| --------------- | ---------------------------- |
| Henry Gibson    | Wilbur                       |
| Debbie Reynolds | Carlota A. Cavatica          |
| Paul Lynde      | Templeton                    |
| Agnes Moorehead | l'oca                        |
| Pamelyn Ferdin  | Fern Arable                  |
| Bob Holt        | Homer Zuckerman              |
| Joan Gerber     | Edith Zuckerman / Mrs. Fussy |
| John Stephenson | John Arable                  |
| Don Messick     | Jeffrey                      |
| Rex Allen       | Narrador                     |
| Martha Scott    | Mrs. Arable                  |
| Herb Vigran     | Lurvy                        |
| Dave Madden     | Ovella i altres              |

## Banda sonora
1. "There Must Be Something More"
2. "I Can Talk!"
3. "Chin Up!"
4. "We've Got Lots in Common"
5. "Deep in the Dark/Charlotte's Web"
6. "Mother Earth and Father Time"
7. "A Veritable Smorgasbord"
8. "Zuckerman's Famous Pig"